# Oppeano
Oppeano är en ort och kommun i provinsen Verona i regionen Veneto i Italien. Kommunen hade 10 097 invånare (2018).